# Kelkit
Kelkit er en by og et distrikt i provinsen Gümüşhane i Sortehavsregionen i Tyrkiet. Ifølge tællingen i 2012 er befolkningstallet i distriktet 40.266, hvoraf de omkring 14483 bor i byen.. Distriktet er 1.438 km² stort, og byen ligger i 1.377 m højde.
Navnet "Kelkit" kommer fra floden Kelkit der er en af de vigtige bifloder til floden Yeşil, som udmunder i Sortehavet. Distriktet Kelkit har 105 landsbyer, og befolkningen ernærer sig ved landbrug og som små næringsdrivende. De nærmeste nabobyer er Erzincan, Gümüşhane og Bayburt. Kelkit ligger ca. 45 km fra hver af disse byer.

## Henvisning
- Falling Rain Genomics: Geografiske oplysninger om Kelkit, Tyrkiet

## Eksterne links
- Forum (tyrkisk)
- Distriktguvernørens officielle hjemmeside (tyrkisk)
- Distriktrådets officielle hjemmeside (tyrkisk)
- Vejkort over Kelkitdistriktet Arkiveret 6. marts 2009 hos  Wayback Machine